# Ateuchus columbianum
Ateuchus columbianum är en skalbaggsart som beskrevs av Edgar von Harold 1868. Ateuchus columbianum ingår i släktet Ateuchus och familjen bladhorningar. Inga underarter finns listade.